# Paul Viollet
Paul Viollet, född den 24 oktober 1840 i Tours, död den 22 november 1914 i Paris, var en fransk rättshistoriker.
Viollet var 1866-1876 arkivarie i Archives nationales, därefter bibliotekarie vid juridiska fakulteten och från 1890 professor i rättshistoria vid École des chartes. Han är mest bekant genom Histoire du droit civil français (1885; 3:e upplagan 1905), prisbelönt av Franska akademien, och Droit public. Histoire des institutions politiques et administratives de la France (3 band, 1889-1903), behandlande medeltiden, vartill slöt sig Le roi et ses ministres pendant les trois derniers siècles (1911). Han framhöll, att vi på alla områden står i utomordentlig skuld till medeltiden. Hans edition av Etablissements de saint Louis (4 band, 1881-1886) torde vara den första franska rättskälla, som utgivits på fullt vetenskapligt sätt.